# Scuola per canaglie
Scuola per canaglie (School for Scoundrels) è un film del 2006 diretto da Todd Phillips.
Il film è un remake del film del 1960 La scuola dei dritti.

## Trama
Roger è un agente della polizia stradale di New York un po' troppo timido e incapace di farsi rispettare, il che lo rende un bersaglio facile sia con i colleghi che con i delinquentelli della zona che pattuglia. Un giorno vede un annuncio riguardante un corso per accrescere la propria autostima e per farsi rispettare, gestito dal dottor P., che tramite vessazioni e scherzi al limite del sopportabile, aiutato anche dal suo corpulento assistente Lesher, mira a trasformare delle nullità in veri uomini. Roger apprende da subito cosa significhi farsi rispettare, e ciò lo porta ad essere anche il primo del suo corso finché non conosce Amanda e se ne innamora, ma la ragazza viene anche corteggiata dal dottor P. Si scatena così una sorta di guerra personale tra Roger e il dottor P., il primo per conquistare il cuore della donna che ama, il secondo invece per testare se Roger è quel promettente allievo che fino a quel momento ha dimostrato di essere.

## Distribuzione
Il film è uscito nelle sale statunitensi il 29 settembre 2006 mentre in Italia il 28 agosto 2009.

## Curiosità
- Tra gli allievi che frequentano il corso del dottor P. è possibile vedere anche Jim Parsons, futuro Sheldon Cooper di The Big Bang Theory. Parsons ha un ruolo da comparsa, dal momento che per tutto il film non dice nemmeno una battuta.